# Austin 12/4
L' Austin légère douze-quatre est une voiture qui a été produite par Austin à partir de 1933 jusqu'en 1939. Elle fut remplacée en 1939 par une toute nouvelle voiture qui a également été appelée Austin 12 et qui garda le même moteur. Le "12" du nom correspond à la puissance fiscale, une cotation britannique qui contrôlait l'imposition annuelle payable pour l'utilisation de la voiture sur la route (taxe de circulation).

## Austin douze-quatre Ascot
Austin introduisit cette nouvelle voiture en septembre 1932. Elle a été faite en montant un moteur quatre cylindres à soupapes latérales de 1 535 cm3 d'une puissance de 24 ch dans le châssis conçu au début des années 1930 pour leur six cylindres 12/6 qui était également dans la même classe fiscale de 12 ch. Ce nouveau quatre cylindres a été couplé à une boîte à quatre vitesses "crash" en début de production, mais une nouvelle transmission synchronisée sur la troisième et la vitesse supérieure est apparue en 1934, et ensuite sur le deuxième rapport en 1935.

Austin Light Twelve-Four ou Twelve-Four (douze-quatre légère ou douze-quatre)
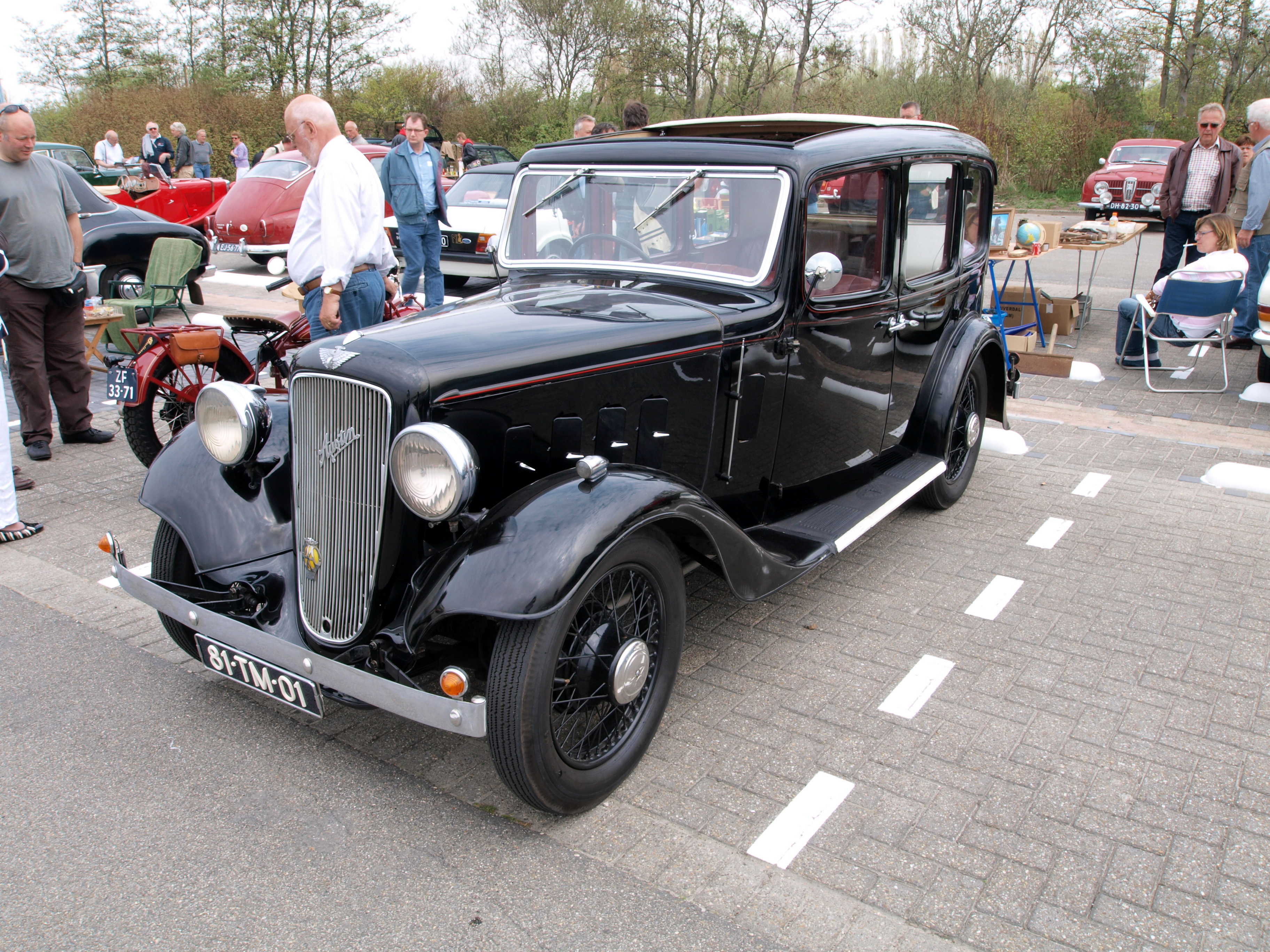
Berline Ascot 6-légère
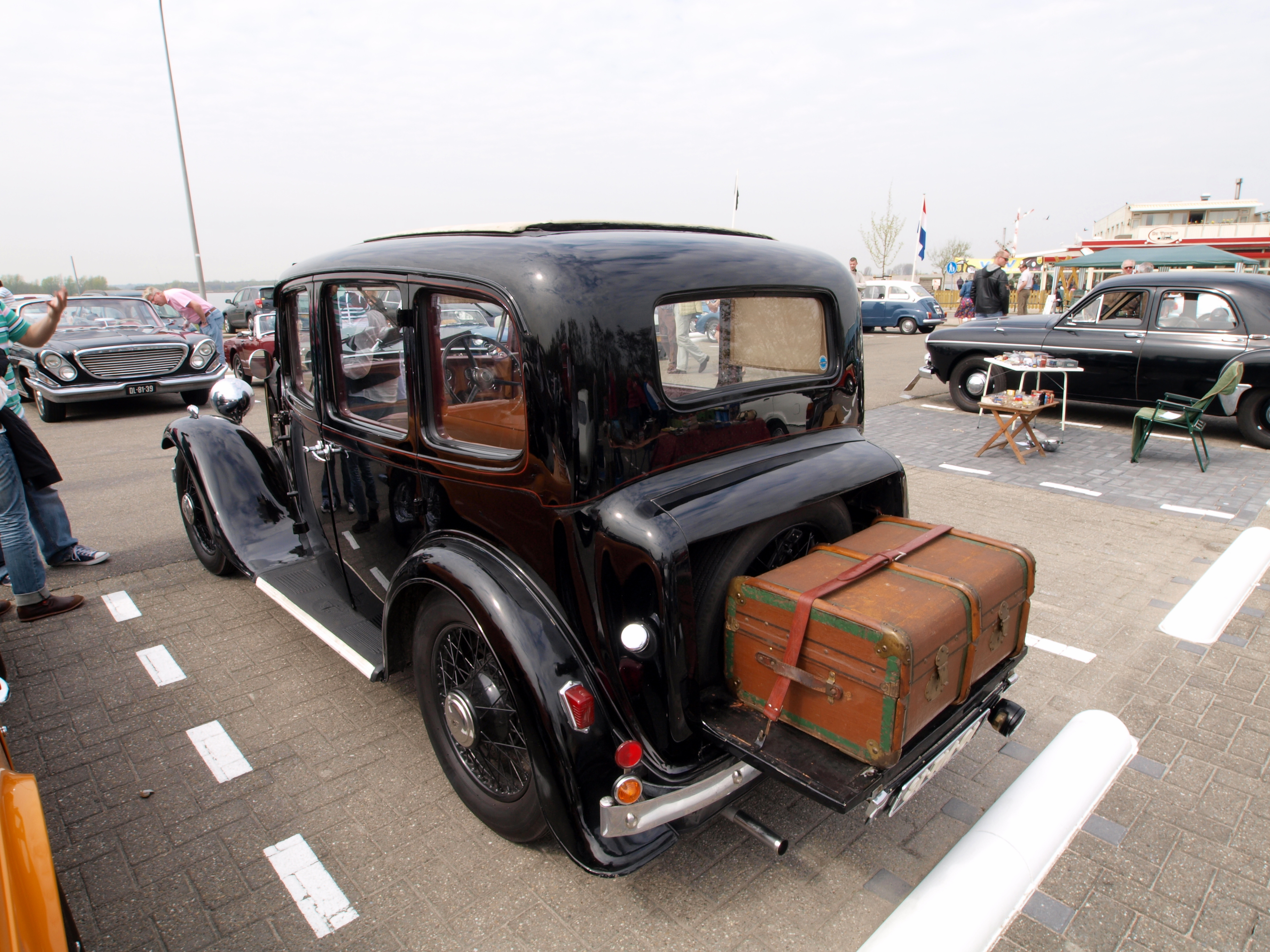
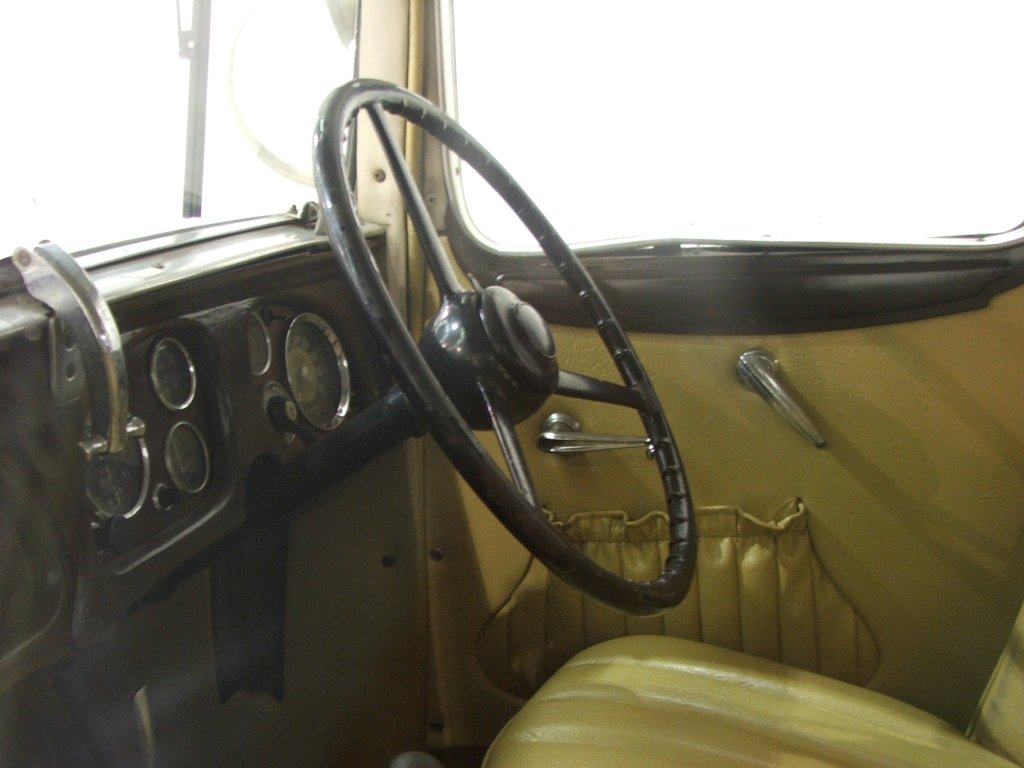
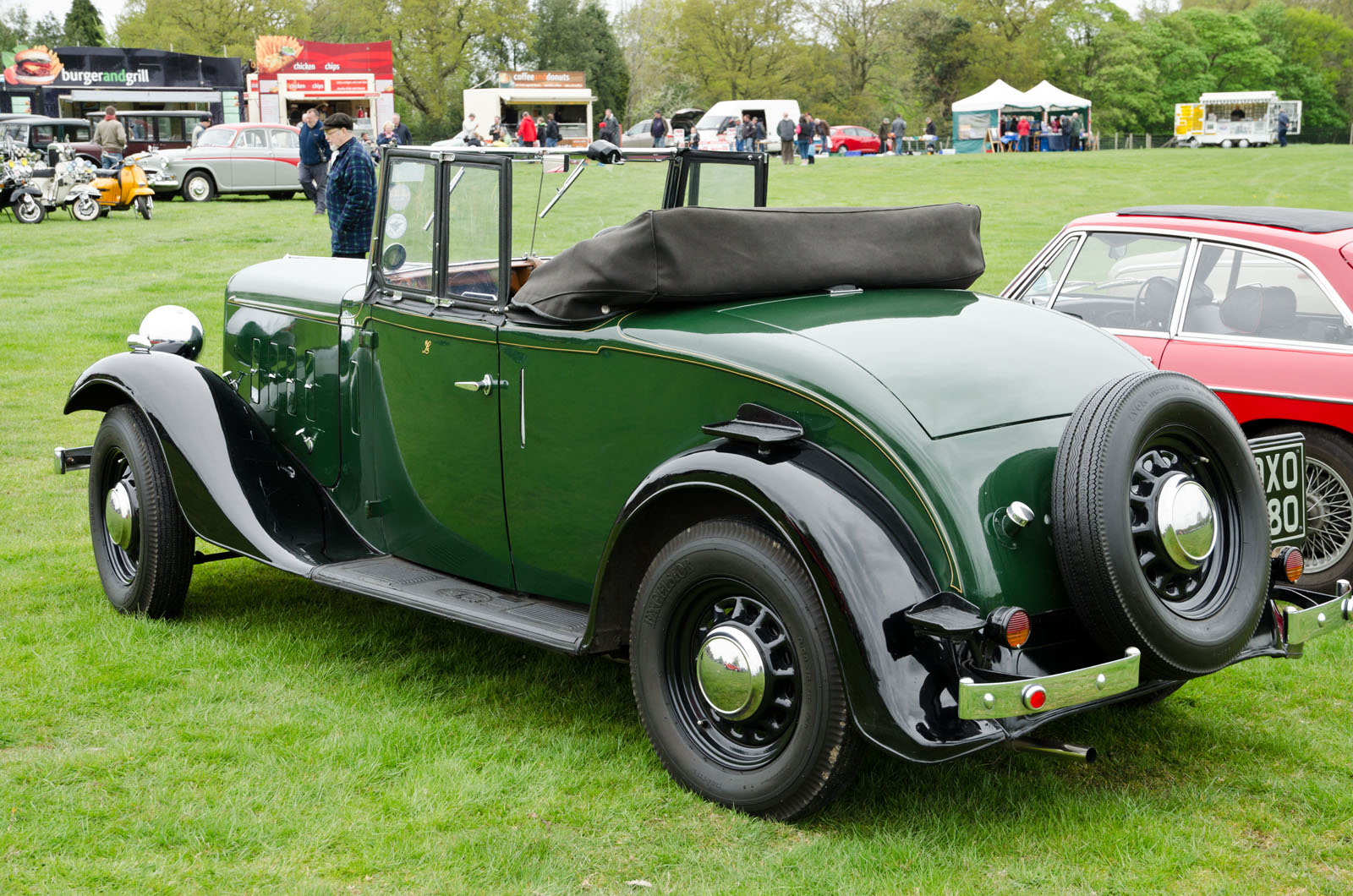
Randonneuse Eton deux places
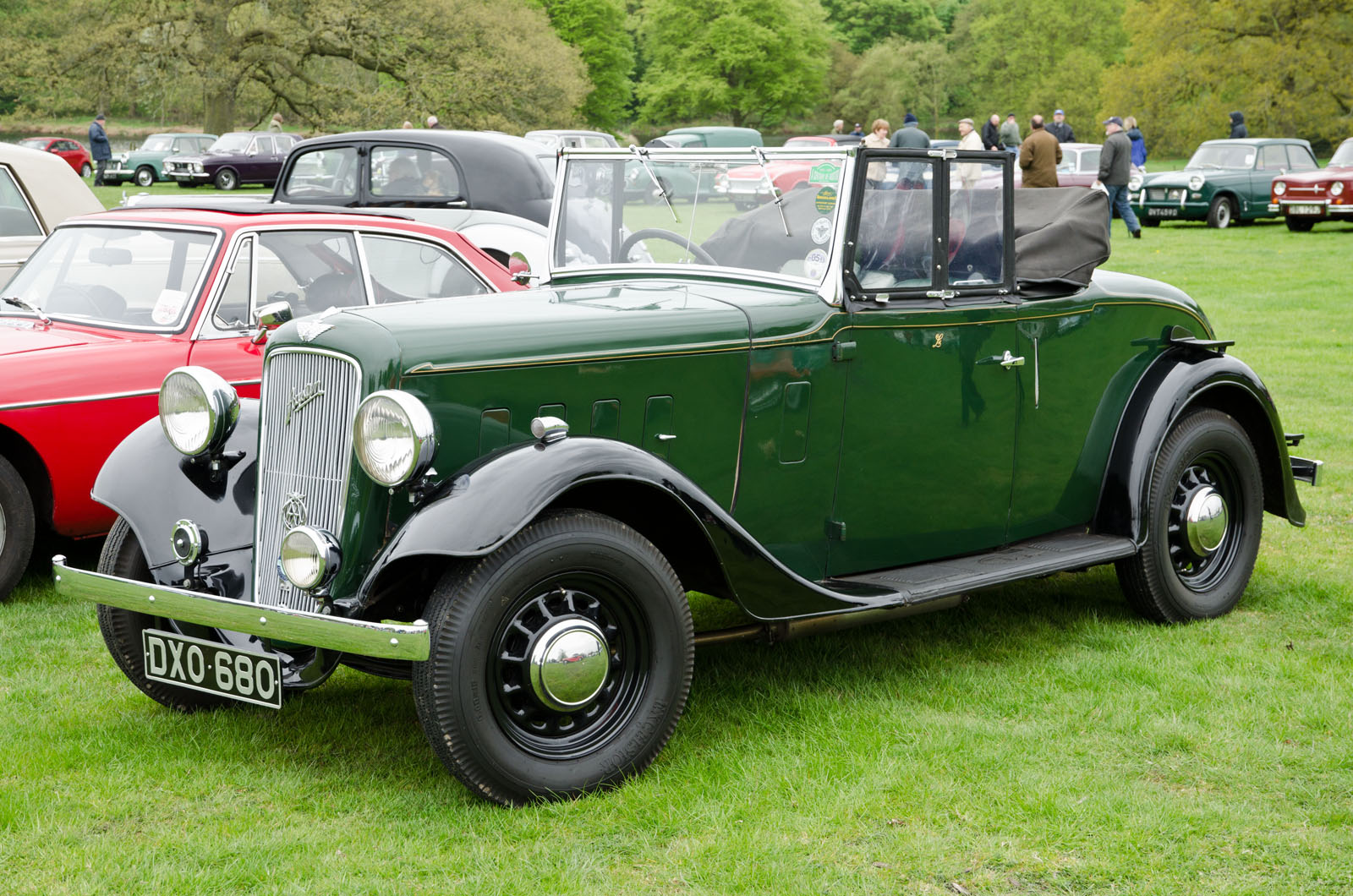

Le châssis était très conventionnel, avec des ressorts à lames semi-elliptiques sur les quatre roues et des essieux rigides à l'avant et à l'arrière. De roues à rayons ont été montées jusqu'en 1937, lorsqu'elles furent remplacées par des roues en tôle d'acier embouti. Au lancement, il y avait le choix de carrosserie en tôle d'acier pour la berline Six-Légère (trois fenêtres de chaque côté) appelée la Harley, et un randonneur deux places. Une seconde berline avec un coffre, l'Ascot, fut ajoutée en 1934 et la Harley fut abandonnée en 1935. Dans la même année, le cadre de radiateur chromé a été remplacé par un cadre peint dans la couleur de la carrosserie. Les premières voitures avaient des feux de position montés sur l'écoutille qui furent rapidement déplacés vers le haut des ailes.
| 1936     | Berline Ascot        | Randonneur Tous-terrains | Eton Randonneur deux places |
| -------- | -------------------- | ------------------------ | --------------------------- |
| longueur | 158 po (4 013,2 mm)  | 158 po (4 013,2 mm)      | 158 po (4 013,2 mm)         |
| largeur  | 61,5 po (1 562,1 mm) | 61,5 po (1 562,1 mm)     | 61,5 po (1 562,1 mm)        |
| hauteur  | 66 po (1 676,4 mm)   | 67,5 po (1 714,5 mm)     | 67,5 po (1 714,5 mm)        |

## La nouvelle Austin 12 "Ascot"
Le 11 août 1936 Austin annonça une importante mise à jour pour 1937, le moteur étant déplacé vers l'avant afin d'améliorer l'espace passager. Les autres améliorations comprennent une colonne de direction réglable et les essuie-glaces en mouvement vers l'écoutille depuis le haut du pare-brise. Les carrosseries deviennent beaucoup plus arrondies et, en 1938, un break fut ajouté à la gamme et le randonneur, qui était encore construit dans l'ancien style, fut remplacé par un cabriolet à quatre portes.

### Pour 1939
Des portières plus hautes et plus larges furent montées sur les 12 et les 14 au milieu de l'été 1938.

Austin Twelve New Ascot 1936 comparée aux portières plus hautes et plus larges apparues en juillet 1938
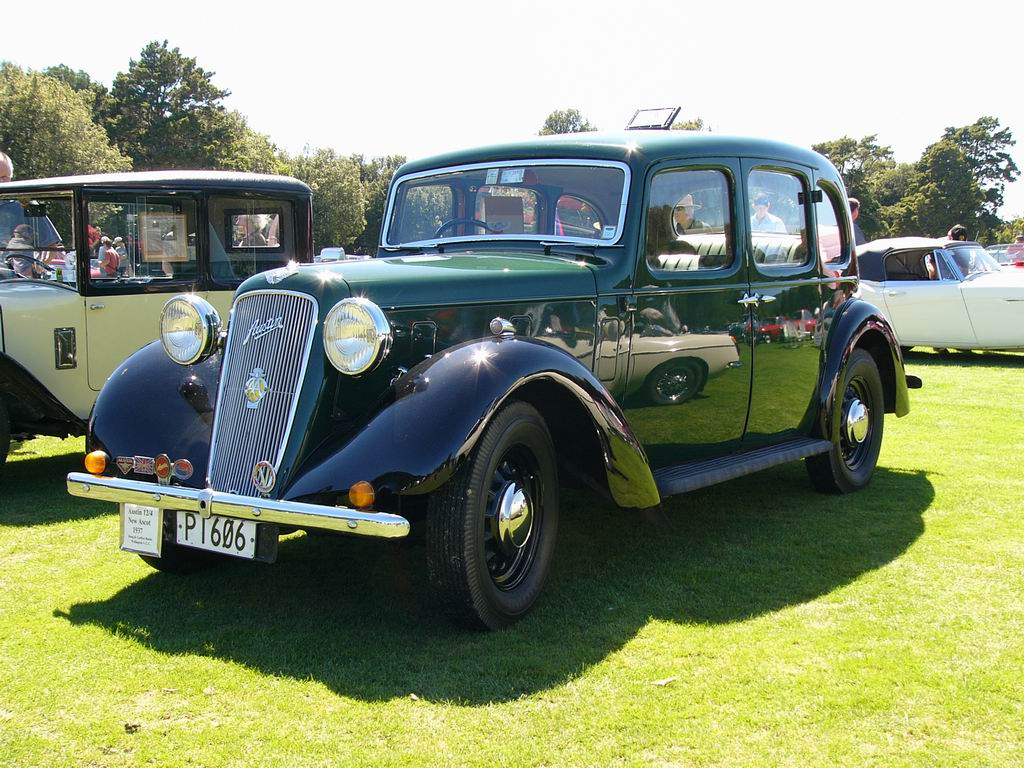
De nouvelles carrosseries pour 1937
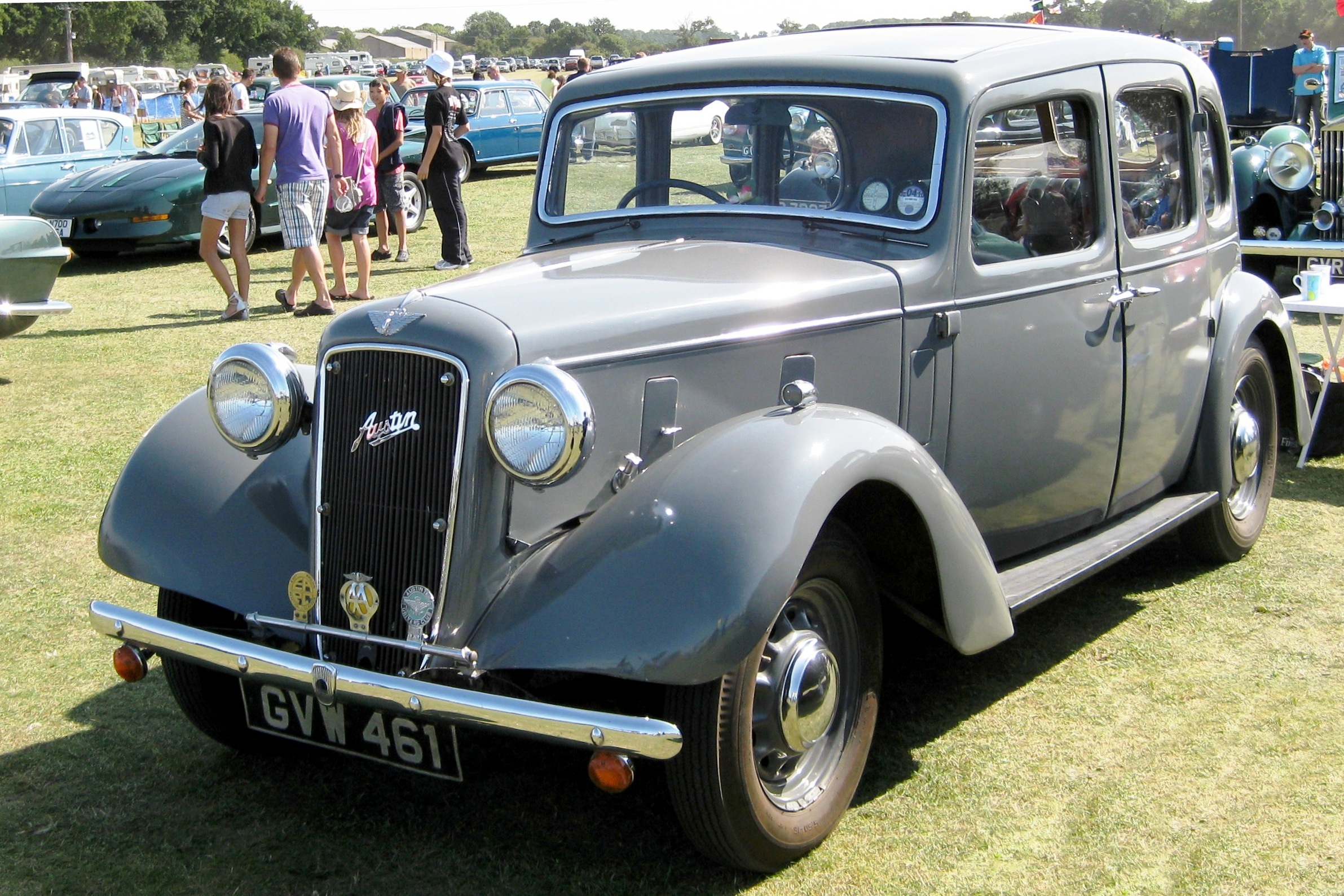
Portes élargies annoncées mi-1938
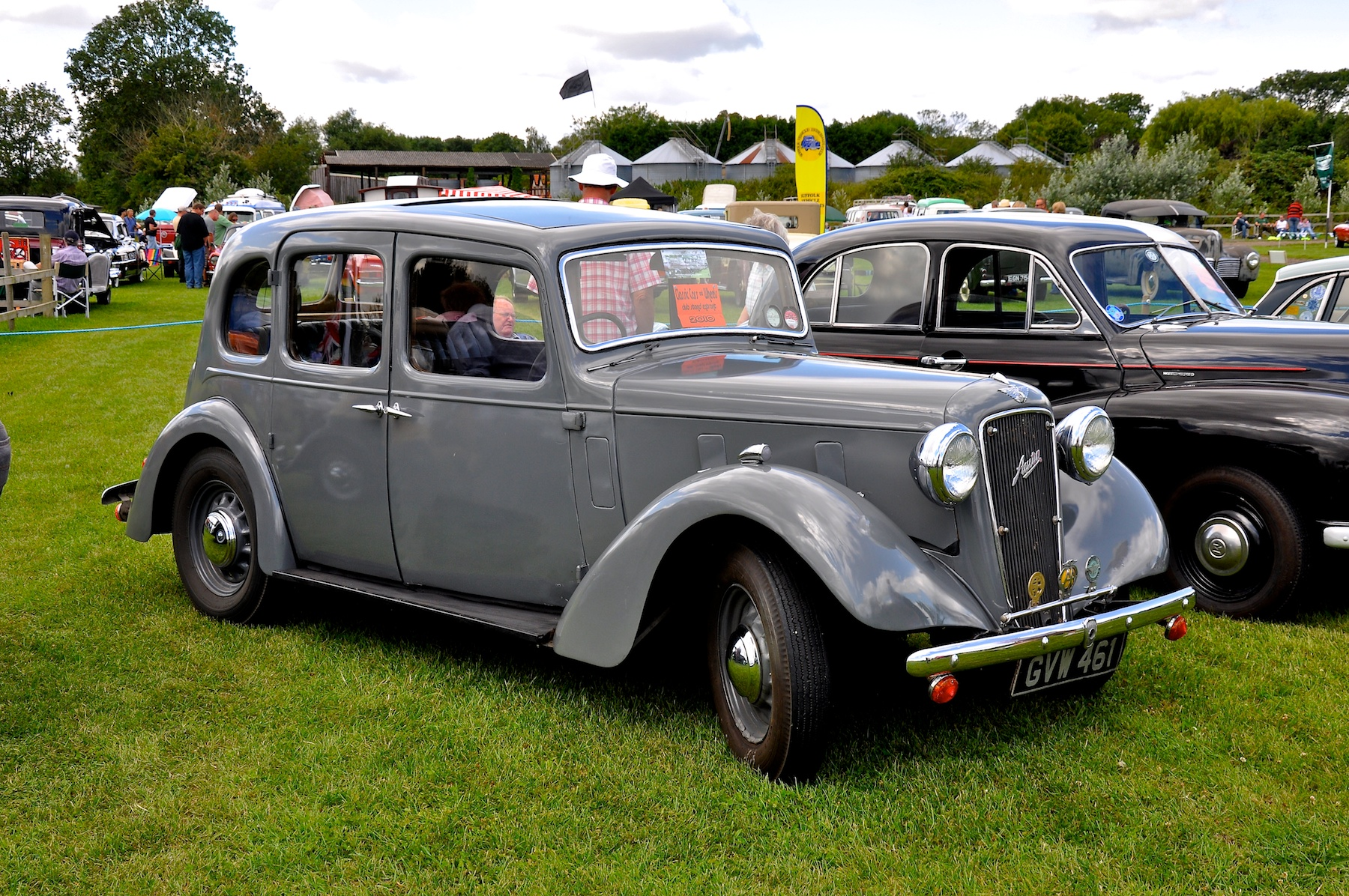
1938-39

## Liens Externes
- Austin12.org